# Roy Estrada
Roy Estrada (također poznat kao Roy Ralph Moleman Guacamole Guadalupe Hidalgo Estrada i Oréjon, Santa Ana, Kalifornija, 17. travnja 1943.), američki je glazbenik i pjevač, najpoznatiji po svom sviranju bas-gitare s Frankom Zappom i kao suosnivač sastava 'Little Feat'.

## Životopis
Roy Estrada jedan je od osnivača sastava 'Soul Giants' u kojemu su još bili bubnjar Jimmy Carl Black i Ray Collins. Kada ih je napustio gitarista, Collins koji je poznavao Zappu zove ga da im se pridruži u sastavu. Nakon što je Zappa došao sastav mijenjaju ime u the Mothers, kasnije u The Mothers of Invention. Prije nego što je došao u sastav Soul Giants, Estrada je svirao sa skupinom pod nazivom 'Roy Estrada and the RocketeersRoy'. S ovim sastavom objavio je i jedan sudijski album iz dva dijela Jungle Dreams (1. dio) i Jungle Dreams (2. dio).
Dok je radio sa Zappom, Estrada je 1969. godine zajedno s Lowellom Georgeom osnovao sastav Little Feat. Također je nekoliko godina proveo u sastavu 'Magic Band of Captain Beefheart', po kojemu je dobio nadimak Orejón ('velike uši'). Kasnije je svira sa Zappom na njegovim solo projektima poput albuma Zoot Allures, a bio je član sastava na turneji. Isto je bio jedan od aktera u Zappinom filmu Baby Snakes, a također je svojim vokalom sudjelovao na Zappinim albumima tijekom 1980-ih godina You Are What You Is, Ship Arriving Too Late to Save a Drowning Witch i The Man From Utopia.

## Diskografija

### Roy Estrada & The Rocketeers
- 1960. Jungle Dreams Parts 1 & 2  (King Records 45-5368)

### Jimmy Carl Black & Roy Estrada
- 2002. Midnight Hamburger BEP (Inkanish Records)

### Mothers of Invention
- 1967. Freak Out!
- 1967. Absolutely Free
- 1968. We're Only in It for the Money
- 1968. Lumpy Gravy
- 1968. Cruising with Ruben & the Jets
- 1969. Uncle Meat
- 1969. Mothermania- The Best of the Mothers
- 1970. Burnt Weeny Sandwich
- 1970. Weasels Ripped My Flesh
- 1976. Zoot Allures
- 1981. Shut Up 'n Play Yer Guitar
- 1982. Ship Arriving Too Late To Save A Drowning Witch
- 1983. The Man From Utopia
- 1983. Baby Snakes
- 1984. Them or Us
- 1984. Thing Fish
- 1988. You Can't Do That on Stage Anymore, Vol. 1
- 1989. You Can't Do That on Stage Anymore, Vol. 3
- 1991. The Ark
- 1991. 'Tis The Season To Be Jelly
- 1991. Electric Aunt Jemima
- 1991. Our Man In Nirvana
- 1992. You Can't Do That on Stage Anymore, Vol. 5
- 1992. You Can't Do That on Stage Anymore, Vol. 6
- 1993. Ahead of Their Time
- 1994. Civilization Phaze III
- 1995. Strictly Commercial
- 1996. The Lost Episodes
- 1996. Läther
- 1997. Have I Offended Someone?
- 1997. Strictly Genteel
- 1996. Frank Zappa Plays The Music of Frank Zappa
- 1998. Mystery Disc
- 1998. Cheap Thrills
- 1999. Son of Cheep Thrills
- 2002. FZ:OZ

### Ostali
- 1969. Permanent Damage - The GTOs
- 1970. Ivan the Ice Cream Man - Ivan Ulz
- 1970. Ry Cooder - Ry Cooder
- 1971. Mudlark - Leo Kottke

Little Feat
- 1971. Little Feat
- 1972. Sailin' Shoes
- 1981. Hoy Hoy
- 2000. Hotcakes & Outtakes: 30 Years Of Little Feat

Nolan
- 1972. Vinyl No Apologies on Lizard Records
- 1996. CD No Apologies

- 1972. Discover America - Van Dyke Parks
- 1974. Howdy Moon Guitar - Howdy Moon
- 1994. Who Could Imagine - Grandmothers
- 1994. Vile Foamy Ectoplasm - Don Preston

Ant Bee
- 1994. With My Favorite "Vegetables" & Other Bizarre Muzik
- 1997. Lunar Muzik

- 1995. Who The Fuck is Sandro Oliva!? - Sandro Oliva

## Vanjske poveznice
- Diskografija Roya Estrade  Arhivirana inačica izvorne stranice od 17. srpnja 2012. (Wayback Machine)